# Ecchloropsis
Ecchloropsis là một chi bướm đêm thuộc họ Geometridae.